# Annamanum thoracicum
Annamanum thoracicum là một loài bọ cánh cứng trong họ Cerambycidae.